# Middlesbrough
Middlesbrough (pronuncia: /ˈmɪdəlzbrə/) è una città del North Yorkshire, nell'Inghilterra nord-orientale, situata sulla riva destra del Tees, in prossimità del suo estuario (circa 5 km) nel Mare del Nord. 
L'area dove oggi sorge Middlesbrough era rimasta pressoché disabitata sino agli anni trenta del XIX secolo, quando la scoperta di grandi bacini di ferro, unita all'apertura di una delle primissime ferrovie e la costruzione di un nuovo porto favorì la nascita, in pochi decenni, della città. Progettata secondo moderni canoni urbanistici, divenne uno dei principali centri industriali dell'intero Regno Unito. Particolarmente cruciali per la crescita economica di Middlesbrough furono la siderurgia e cantieristica, tanto da continuare ad essere associate alla città anche dopo lo smantellamento del tessuto industriale locale nella seconda metà del XX secolo. Dopo la riconversione della sua economia oggi Middlesbrough è un importante porto, un centro commerciale ed universitario, nonché un polo dell'imprenditoria digitale.
Dal punto di vista amministrativo la città è amministrata dal 1972 dal Borough di Middlesbrough, che include anche le vicine parrocchie civili di Nunthorpe e Stainton and Thornton. 
Nel 2019 aveva una popolazione di 140 980 abitanti. È il più popoloso insediamento del North Yorkshire, e ha la singolarità di essere la cittadina più popolosa con il distretto meno esteso. Ciò è dovuto al fatto che il territorio della conurbazione di Middlesbrough è quasi completamente urbanizzato.

## Geografia
Middlesbrough sorge sulla sponda destra del Tees, a 8 km dalla foce di quest'ultimo nel Mare del Nord. La città è inclusa all'interno della conurbazione del Teesside.

## Storia
Nel 686, sull'area dell'odierna città San Cutberto di Lindisfarne consacrò una cappella su richiesta di Ilda, badessa di Whitby. Popolata dagli Angli, la zona della foce del Tees fu successivamente invasa e colonizzata dai Vichinghi. Nel 1119 Robert de Brus, I lord di Annandale, confermò il possesso della chiesa di Santa Ilda di Middleburg all'abbazia di Whitby.
Nel 1801 nell'area di Middlesbrough sorgeva una fattoria abitata da 25 persone. Nel 1828 l'imprenditore Joseph Pease, azionista Stockton & Darlington Railway la prima linea ferroviaria del mondo, scese lungo il Tees per cercare un luogo adatto per realizzare sul fiume un pontile per il carico del carbone. L'anno seguente Pease con un gruppo di imprenditori quaccheri comprò la fattoria di Middlesbrough e i terreni circostanti e per poi fondare la Middlesbrough Estate Company. Gli investitori volevano infatti realizzare un nuovo porto ed un nuovo insediamento per la manodopera impiegata nello scalo. La prima casa fu costruita nell'aprile 1830 mentre nel dicembre successivo la località fu raggiunta dalla Stockton & Darlington Railway.
Il vertiginoso aumento dei traffici portuali fece sì che le strutture si rivelassero ben presto insufficienti. Nel 1839 iniziò così la costruzione del Middlesbrough Dock. Due anni dopo Henry Bolckow e John Vaughan aprirono la fonderia ed il laminatoio Vulcan. La scoperta nel 1850 di un grande giacimento di ferro nel sobborgo di Eston, oltreché l'installazione di un nuovo sistema di altiforni, fecero crescere vertiginosamente la produzione siderurgica nel Teesside. Lo sviluppo industriale favorì l'espansione della cittadina che nel 1851 contava già una popolazione di 7,500 unità. Tra i nuovi abitanti si registrò una consistente percentuale di gallesi e di scozzesi. Negli anni sessanta si stabilirono in città numerose famiglie irlandesi. Il 21 gennaio 1853 Middlesbrough venne incorporata, ottenendo così il diritto di nominare un sindaco, degli assessori e dei consiglieri. Nella seconda metà del XIX secolo il centro della cittadina, oltre che le principali attività commerciali, si spostarono a sud della stazione ferroviaria in quartieri con strade rettilinee e piazze alberate. Il nucleo più antico della città, tra il Tees e la ferrovia, cadde lentamente in declino e, nei decenni successivi, venne progressivamente abbandonato.
Tra il 1851 ed il 1856 la produzione di ghisa a Middlesbrough, soprannominata Ironopolis, decuplicò. Nei decenni successivi il distretto del Teesside continuò la sua crescita economica, arrivando a produrre 1/3 di tutto il ferro nel Regno Unito. Nel 1875 Bolckow, Vaughan & Co aprì l'acciaieria di Cleveland, avviando così nell'intero Teesside un processo di transizione che portò le fonderie locali a passare dalla produzione del ferro a quella dell'acciaio. Accanto alla siderurgia sorsero nuovi realtà industriali, come la cantieristica navale. Nel 1900 Bolckow, Vaughan & Co divenne il primo produttore d'acciaio dell'intero Regno Unito. Quattordici anni più tardi la compagnia venne acquisita da un'altra compagnia siderurgica di Middlesbrough, la Dorman Long. Agli inizi del XX secolo la popolazione cittadina raggiunse le 90,000 unità.
Durante la prima guerra mondiale Middlesbrough fu oggetto di alcuni bombardamenti aerei operati dai dirigibili Zeppelin tedeschi.
Durante la seconda guerra mondiale Middlesbrough e le sue industrie divennero un obbiettivo primario per la Luftwaffe. Il 25 giugno 1940 la città fu bombardata dai tedeschi per la prima volta.
Nel secondo dopoguerra iniziò il progressivo smantellamento del tessuto industriale di Middlesbrough. A partire dagli anni settanta le aree dismesse vennero riconvertite in spazi commerciali o in zone residenziali. Negli anni ottanta fu aperta al traffico la superstrada A66 che attraversa l'intera parte nord della città.

## Monumenti e luoghi d'interesse
- Acklam Hall, situata nel sobborgo di Acklam, costruita negli anni ottanta del XVII secolo, è il più antico edificio della città
- Municipio, costruito tra il 1883 ed il 1889 dall'architetto George Gordon Hoskins
- Ponte Trasportatore, sul Tees, aperto nel 1911 unisce Middlesbrough al sobborgo di Port Clarence

### Aree naturali
- Albert Park donato alla cittadinanza nel 1866, fu inaugurato alla presenza del Principe Arturo l'11 agosto di due anni dopo. Ha una superficie di 30 ha.
- Stewart Park, donato alla cittadinanza nel 1928, ospita al suo interno la casa dove nacque il navigatore James Cook

Le rive del fiume Tees a Middlesbrough sono basse e sabbiose ed ospitano una vasta colonia di foche.

## Società
Middlesbrough è inclusa all'interno dell'arcidiaconato di Cleveland della diocesi di York, una suddivisione della chiesa d'Inghilterra. La città anche è sede dell'diocesi cattolica di Middlesbrough, istituita nel 1878 e suffraganea dell'arcidiocesi di Liverpool. 
Sono presenti anche delle minoranze musulmane, induiste, sikhiste ed ebraiche.

## Cultura

### Istruzione

#### Musei
- Museo Casa Natale di James Cook, nel sobborgo di Marton-in-Cleveland, è stato aperto nel 1978 ed è situato all'interno di Stewart Park.
- Istituto d'Arte Moderna di Middlesbrough, aperto nel 2007.

#### Università
A Middlesbrough ha sede l'Università del Teesside, fondata nel 1992 sulla struttura del preesistente politecnico locale. Conta circa 20,000 studenti.

### Teatri
Il municipio cittadino ospita due sale teatro, una da 1.190 spettatori e l'altra da 600.

## Infrastrutture e trasporti

### Strade
Il tessuto urbano di Middlesbrough è attraversato da una serie di superstrade, come la A66, la A19 o la A172, che ne consentono l'attraversamento ed il collegamento con le limitrofe cittadine del Teesside.

### Ferrovie
La stazione di Middlesbrough, aperta nel 1847, è uno degli scali ferroviari più trafficati del nord dell'Inghilterra. Oltre ad essere situata lungo la Tees Valley line, funge da stazione di testa per la Esk Valley line e per la Durham Coast line. I servizi ferroviari nella stazione della città sono gestiti dalla Northern e dalla TransPennine Express.

### Porti
Il porto di Middlesbrough, Teesport, è il secondo più grande del Regno Unito; la città è anche servita da un aeroporto, il Durham Tees Valley Airport (circa 15 km a ovest della città, verso Darlington).

## Sport

### Calcio
Il club calcistico cittadino è il Middlesbrough FC, squadra che milita in Championship, la seconda divisione inglese. Conosciuta anche come Boro, la società ha vinto una Football League Cup nel 2004 e perso la finale di coppa UEFA nel 2005-2006. Disputa le sue partite interne nel Riverside Stadium dal 1995, anno in cui chiuse il vecchio Ayresome Park.
In quest'ultimo impianto si disputarono tre incontri del Campionato mondiale di calcio 1966, tra cui Corea del Nord-Italia terminata con la clamorosa vittoria degli asiatici che costò agli azzurri l'eliminazione dal torneo.

## Amministrazione
La città è amministrata direttamente dall'autorità unitaria del Borough di Middlesbrough, che include anche le vicine parrocchie civili di Nunthorpe e Stainton and Thornton. L'autorità fu creata con il Local Government Act 1972, il 1º aprile, 1974 dalla fusione del county borough di Teesside con parte del distretto rurale di Stokesley ed era uno dei quattro distretti della contea di Cleveland.

### Gemellaggi
- Dunkerque, dal 1974
- Oberhausen, dal 1972
- Masvingo, dal 1990